# 긴가슴집게벌레과
긴가슴집게벌레과(Pygidicranidae) 또는 고려집게벌레과는 집게벌레목에 속하는 곤충 과이다. 현재, 12개 아과에 26속으로 분류하고 있다. 아과 중 8개 아과는 단일 속만이 존재하는 단형 아과이다. 아과 중에서 아스트렙톨라비스아과(Astreptolabidinae)와 부르마피기아아과(Burmapygiinae)는 멸종되었으며, 버마산 호박 안에서 발견된 화석종으로 유명하다.

## 한국에서 발견되는 종
한국의 긴가슴집게벌레는 고려집게벌레와 규산고려집게벌레의 2종이었으나, 니시카와(Nishikawa) 박사가 2006년 2종을 신종 발표하여 총 4종이 서식한다.
- 고려집게벌레 (Challia fletcheri Burr, 1904)
- 규산고려집게벌레 (Challia kyusani Moon et Kim, 1995)
- 큰긴가슴집게벌레 (Challia gigantia Nishikawa, 2006)
- 긴가슴집게벌레 (Challia taewooi Nishikawa, 2006)